# Leucostele terscheckii
Leucostele terscheckii ist eine Pflanzenart aus der Gattung Leucostele in der Familie der Kakteengewächse (Cactaceae). Das Artepitheton terscheckii ehrt den Hofgärtner Carl Adolph Terscheck vom Garten des Japanischen Palais in Dresden.

## Beschreibung
Leucostele terscheckii wächst baumförmig, ist im Alter reich kandelaberartig mit mehreren aufrechten Zweigen verzweigt und erreicht Wuchshöhen von 10 bis 12 Metern. Es wird ein deutlicher Stamm mit einem Durchmesser von bis zu 45 Zentimeter ausgebildet. Die zylindrischen Triebe weisen einen Durchmesser von 10 bis 20 Zentimeter auf. Es sind acht bis 18 deutliche stumpfe Rippen vorhanden. Die auf ihnen befindlichen großen Areolen sind bräunlich und stehen 1,5 bis 3 Zentimeter voneinander entfernt. Aus ihnen entspringen acht bis 15 gelbliche bis bräunliche Dornen. An alten Areolen sind sie häufig zahlreicher. Die Dornen weisen eine Länge von 1 bis 7 Zentimeter auf oder werden noch länger.
Die glockenförmigen bis trichterförmigen, weißen Blüten erscheinen seitlich an den Trieben. Sie sind 15 bis 20 Zentimeter lang und besitzen einen Durchmesser von bis zu 12,5 Zentimeter. Ihr Perikarpell und die Blütenröhre sind mit dichter weißer oder brauner Wolle besetzt. Die kugelförmigen, grünen Früchte weisen einen Durchmesser von 3 bis 4 Zentimeter auf.

## Verbreitung, Systematik und Gefährdung
Leucostele terscheckii ist im bolivianischen Departamento Tarija sowie den argentinischen Provinzen Jujuy, Salta, Tucumán, Catamarca, La Rioja und San Juan auf trockenen Hängen der Andenvorberge in Höhenlagen von 500 bis 1500 Meter verbreitet.
Die Erstbeschreibung als Cereus terscheckii durch Ludwig Georg Karl Pfeiffer wurde 1837 veröffentlicht. Boris O. Schlumpberger stellte die Art 2012 in die Gattung Leucostele. Weitere nomenklatorische Synonyme sind Pilocereus terscheckii (J.Parm. ex Pfeiff.) Rümpler (1885), Trichocereus terscheckii (J.Parm. ex Pfeiff.) Britton & Rose (1920), Echinopsis terscheckii (J.Parm. ex Pfeiff.) H.Friedrich & G.D.Rowley (1974) und Cereus fercheckii J.Parm. (1838).
In der Roten Liste gefährdeter Arten der IUCN wird die Art als „Vulnerable (VU)“, d. h. als gefährdet geführt.

## Nachweise